# Vito Mercadante
Vito Mercadante (Prizzi, 13 luglio 1873 – Palermo, 28 novembre 1936) è stato un sindacalista e poeta italiano.

## Biografia
Vito Mercadante nacque a Prizzi (PA) il 13 luglio 1873.
Compì gli studi elementari a Prizzi. Frequentò le scuole secondarie a Palermo, dove visse il resto della sua vita. Non potendo terminare gli studi di ingegneria per motivi familiari, lavorò come impiegato presso le Ferrovie dello Stato. Aderì al Sindacalismo rivoluzionario e alle teorie politiche di Georges Eugène Sorel. Fondò e diresse il Gruppo Sindacalista Rivoluzionario di Palermo. Favorì l'incontro fra intellettuali di città e dirigenti del movimento contadino dell'interno (Nicola Alongi, Nicola Barbato, Bernardino Verro ecc.) per l'unità fra classe operaia e contadini. Collaborò alla redazione della stampa sindacal-rivoluzionaria siciliana ("Il Germe", "L'Avanguardia sindacale", "L'Avanguardia proletaria"). Scrisse l'opuscolo "La ferrovia ai ferrovieri", con prefazione di Vilfredo Pareto e Nota di George Sorel. Svolse un'intensa attività nell'Unione Sindacale Italiana (ferrovieri). Fu fondatore della cooperativa Panormus che costruì parecchie palazzine in stile Liberty. La sua massima opera poetica è "Focu di Muncibeddu", pubblicata nel 1910. Alla vigilia della prima guerra mondiale seguì l'interventismo ma nel dopoguerra fu antifascista. Nel 1927 pubblicò una commedia dialettale, "Mastru Mircuriu". Morì a Palermo il 28 novembre del 1936.
Della sua poesia si sono interessati i critici Guglielmo Lo Curzio e Antonio Verzera.

## Opere
- Nostalgia, inedito s.d. (volumetto manoscritto). Presso la Biblioteca Comunale di Prizzi.
- Spera di suli, Remo Sandron, Milano/Palermo/Napoli, 1903.
- Nostalgia, Stabilimento Tipografico Italiano, Frascati, 1904.
- Castelluzzo, Tip. Calogero Sciarrino, Palermo, 1904.
- Dopo la raffica, Commenti, in «La Tribuna dei ferrovieri», 15 novembre 1907.
- Libera discussione. Lo sciopero di Parma, in «La Tribuna dei ferrovieri», 1 giugno 1908.
- Lo sciopero del parmense, in «La Tribuna dei ferrovieri», 15 maggio 1908.
- Scioperi in pura perdita?, in «La Confederazione del lavoro», 18 luglio 1908.
- Lo sciopero si doveva fare, in «L'Internazionale», 24 dicembre 1908.
- Il congresso della Resistenza. Impressioni e commenti e Le sorbe son maturate, in «La Tribuna dei ferrovieri», 15 settembre e 1 ottobre 1908.
- L'omu e la terra, (Missina – Dicembri 1908 – Dicembri 1909), Libreria Editrice Ant. Trimarchi, Palermo, 1910.
- Focu di Muncibeddu, A. Trimarchi Editore, Palermo, 1910.
- Lu Sissanta, (di Marsala a Palermu), A. Trimarchi Editore, Palermo, 1910.
- L'ulcera parlamentare, in “La gazzetta dei ferrovieri”, Milano, 15 gennaio 1911.
- La psicologia e la logica dell'on. Colajanni, Una risposta all'onorevole Colajanni del Sindacato dei ferrovieri italiani , in “La gazzetta dei ferrovieri”, Milano 22 gennaio 1911.
- La ferrovia ai ferrovieri, Tipografia Adolfo Koschitz & C., Milano, 1911.
- Lu miraculu, Ed. C. Sanzo Tipografia Fratelli Vena, Palermo, 1912.
- Il poeta dell'ideale, in “Il solco”, anno I, n. 2, Palermo, 15 gennaio 1912.
- La rugiada de la gloria, Tip. Calogero Sciarrino, Palermo, 1912.
- Gratitudini, ricurdannu lu professori U. A. Amicu, in “Erice ad Antonio Ugo Amico nel secondo anniversario della morte”, Scuola tipografica Boccone del povero, Palermo, 1919. Poi in Antonino Verzera, Un poeta di Sicilia: Vito Mercadante, Palma, Palermo, 1965.
- Strammutti, Stamparia Calojru Sciarrinu, Palermo, 1927.
- Cunfidenzi, s.d.
- Canicola, s.d.
- Ricordo d'un comizio lontano e L'agitatore, s.d.
- Prefazione a: Arturo Massolo, Mattutino, A. Trimarchi, Palermo, 1927.
- Mastru Mircuriu, Francesco Sanzo & C. Editori, Palermo, 1927.
- Prefazione a Pietro Tomasello, Dicidott'anni, Edizioni dell'Accademia G. Meli, Palermo, 1932.